# Saison 1994-1995 de la LAH
Saison précédente Saison suivante
La saison 1994-1995 de la Ligue américaine de hockey est la 59e saison de la ligue pendant laquelle seize équipes jouent chacune 80 matchs de saison régulière. Les River Rats d'Albany remportent la coupe Calder.
Après une absence de trente-six ans, le match de étoile fait son retour en opposant les meilleurs joueurs canadiens aux meilleurs joueurs américains.

## Changements de franchises
- Les Hawks de Moncton sont dissous.
- Les Canucks de Hamilton déménagent à Syracuse et deviennent les Crunch de Syracuse.
- Les Indians de Springfield déménagent à Worcester et sont renommés en IceCats de Worcester.
- Les Falcons de Springfield rejoignent la ligue dans la division Nord.

## Saison régulière

### Classement
| Clt   | Équipe                              | PJ | V  | D  | N  | BP  | BC  | Pts |
| ----- | ----------------------------------- | -- | -- | -- | -- | --- | --- | --- |
| +001, | Senators de l'Île-du-Prince-Édouard | 80 | 41 | 31 | 8  | 305 | 271 | 90  |
| +002, | Maple Leafs de Saint-Jean           | 80 | 33 | 37 | 10 | 263 | 263 | 76  |
| +003, | Canadiens de Fredericton            | 80 | 35 | 40 | 5  | 274 | 288 | 75  |
| +004, | Flames de Saint-Jean                | 80 | 27 | 40 | 13 | 250 | 286 | 67  |
| +005, | Oilers du Cap-Breton                | 80 | 27 | 44 | 9  | 298 | 342 | 63  |

| Clt   | Équipe                    | PJ | V  | D  | N  | BP  | BC  | Pts |
| ----- | ------------------------- | -- | -- | -- | -- | --- | --- | --- |
| +001, | River Rats d'Albany       | 80 | 46 | 17 | 17 | 293 | 219 | 109 |
| +002, | Pirates de Portland       | 80 | 46 | 22 | 12 | 333 | 233 | 104 |
| +003, | Bruins de Providence      | 80 | 39 | 30 | 11 | 300 | 268 | 89  |
| +004, | Red Wings de l'Adirondack | 80 | 32 | 38 | 10 | 271 | 294 | 74  |
| +005, | Falcons de Springfield    | 80 | 31 | 37 | 12 | 269 | 289 | 74  |
| +006, | IceCats de Worcester      | 80 | 24 | 45 | 11 | 234 | 300 | 59  |

| Clt   | Équipe                 | PJ | V  | D  | N  | BP  | BC  | Pts |
| ----- | ---------------------- | -- | -- | -- | -- | --- | --- | --- |
| +001, | Rangers de Binghamton  | 80 | 43 | 30 | 7  | 302 | 261 | 93  |
| +002, | Aces de Cornwall       | 80 | 38 | 33 | 9  | 236 | 248 | 85  |
| +003, | Bears de Hershey       | 80 | 34 | 36 | 10 | 275 | 300 | 78  |
| +004, | Americans de Rochester | 80 | 35 | 38 | 7  | 300 | 304 | 77  |
| +005, | Crunch de Syracuse     | 80 | 29 | 42 | 9  | 288 | 325 | 67  |

- En gras : qualifiés pour les séries

### Meilleurs pointeurs
| Joueur           | Équipe                              | PJ | B  | A  | Pts | Pun |
| ---------------- | ----------------------------------- | -- | -- | -- | --- | --- |
| Peter White      | Oilers du Cap-Breton                | 65 | 36 | 69 | 105 | 30  |
| Steve Larouche   | Senators de l'Île-du-Prince-Édouard | 70 | 53 | 48 | 101 | 54  |
| Andrew McKim     | Red Wings de l'Adirondack           | 77 | 39 | 55 | 94  | 22  |
| Ralph Intranuovo | Oilers du Cap-Breton                | 70 | 46 | 47 | 93  | 62  |
| Brett Harkins    | Bruins de Providence                | 80 | 23 | 69 | 92  | 32  |
| Todd Simon       | Americans de Rochester              | 69 | 25 | 65 | 90  | 78  |
| Michel Picard    | Senators de l'Île-du-Prince-Édouard | 57 | 32 | 57 | 89  | 58  |
| Mitch Lamoureux  | Bears de Hershey                    | 76 | 39 | 46 | 85  | 112 |
| Shawn McCosh     | Rangers de Binghamton               | 67 | 23 | 60 | 83  | 73  |
| Jeff Nelson      | Pirates de Portland                 | 64 | 33 | 50 | 83  | 57  |

## Match des étoiles
Après une absence de trente-six ans, le 8e Match des étoiles de la LAH a lieu le 17 janvier 1995 au Providence Civic Center à Providence devant 11 909 spectateurs. L'équipe du Canada bat l'équipe des États-Unis sur le score de 6 buts à 4.

## Séries éliminatoires
Les séries sont organisées ainsi :
- Les quatre premières équipes de chaque division sont qualifiées. La première rencontre la quatrième et la deuxième affronte la troisième au meilleur des sept matchs. Les vainqueurs s'affrontent à nouveau au meilleur des sept matchs.
- Parmi les trois équipes gagnantes, celle qui a obtenu le plus de points en saison régulière est qualifiée directement pour la finale de la coupe Calder pendant que les deux autres s'affrontent au meilleur des trois matchs pour le gain de la deuxième place de finaliste.
- La finale se joue au meilleur des sept matchs[4].

### 1eret2etours

#### Division Atlantique
|  | Demi-finales              | Demi-finales              | Demi-finales | Demi-finales |                       |                       | Finale | Finale | Finale | Finale |
|  |                           |                           |              |              |                       |                       |        |        |        |        |
|  |                           |                           |              |              |                       |                       |        |        |        |        |
|  | Île-du-Prince-Édouard     | Île-du-Prince-Édouard     | 4            | 4            |                       |                       |        |        |        |        |
|  | Île-du-Prince-Édouard     | Île-du-Prince-Édouard     | 4            | 4            |                       |                       |        |        |        |        |
|  | Flames de Saint-Jean      | Flames de Saint-Jean      | 1            | 1            |                       |                       |        |        |        |        |
|  | Flames de Saint-Jean      | Flames de Saint-Jean      | 1            | 1            | Île-du-Prince-Édouard | Île-du-Prince-Édouard | 2      | 2      |        |        |
|  |                           |                           |              |              | Île-du-Prince-Édouard | Île-du-Prince-Édouard | 2      | 2      |        |        |
|  |                           |                           | Fredericton  | Fredericton  | 4                     | 4                     |        |        |        |        |
|  | Maple Leafs de Saint-Jean | Maple Leafs de Saint-Jean | Fredericton  | Fredericton  | 4                     | 4                     | 1      | 1      |        |        |
|  | Maple Leafs de Saint-Jean | Maple Leafs de Saint-Jean |              |              |                       |                       |        | 1      |        |        |
|  | Fredericton               | Fredericton               | 4            | 4            |                       |                       |        |        |        |        |
|  | Fredericton               | Fredericton               | 4            | 4            |                       |                       |        |        |        |        |

#### Division Nord
|  | Demi-finales | Demi-finales | Demi-finales | Demi-finales |        |        | Finale | Finale | Finale | Finale |
|  |              |              |              |              |        |        |        |        |        |        |
|  |              |              |              |              |        |        |        |        |        |        |
|  | Albany       | Albany       | 4            | 4            |        |        |        |        |        |        |
|  | Albany       | Albany       | 4            | 4            |        |        |        |        |        |        |
|  | Adirondack   | Adirondack   | 0            | 0            |        |        |        |        |        |        |
|  | Adirondack   | Adirondack   | 0            | 0            | Albany | Albany | 4      | 4      |        |        |
|  |              |              |              |              | Albany | Albany | 4      | 4      |        |        |
|  |              |              | Providence   | Providence   | 2      | 2      |        |        |        |        |
|  | Portland     | Portland     | Providence   | Providence   | 2      | 2      | 3      | 3      |        |        |
|  | Portland     | Portland     |              |              |        |        |        | 3      |        |        |
|  | Providence   | Providence   | 4            | 4            |        |        |        |        |        |        |
|  | Providence   | Providence   | 4            | 4            |        |        |        |        |        |        |

#### Division Sud
|  | Demi-finales | Demi-finales | Demi-finales | Demi-finales |            |            | Finale | Finale | Finale | Finale |
|  |              |              |              |              |            |            |        |        |        |        |
|  |              |              |              |              |            |            |        |        |        |        |
|  | Binghamton   | Binghamton   | 4            | 4            |            |            |        |        |        |        |
|  | Binghamton   | Binghamton   | 4            | 4            |            |            |        |        |        |        |
|  | Rochester    | Rochester    | 1            | 1            |            |            |        |        |        |        |
|  | Rochester    | Rochester    | 1            | 1            | Binghamton | Binghamton | 2      | 2      |        |        |
|  |              |              |              |              | Binghamton | Binghamton | 2      | 2      |        |        |
|  |              |              | Cornwall     | Cornwall     | 4          | 4          |        |        |        |        |
|  | Cornwall     | Cornwall     | Cornwall     | Cornwall     | 4          | 4          | 4      | 4      |        |        |
|  | Cornwall     | Cornwall     |              |              |            |            |        | 4      |        |        |
|  | Hershey      | Hershey      | 2            | 2            |            |            |        |        |        |        |
|  | Hershey      | Hershey      | 2            | 2            |            |            |        |        |        |        |

### Demi-finales et finale de la Coupe Calder
|  | Demi-finales | Demi-finales | Demi-finales | Demi-finales |   |   | Finale | Finale | Finale | Finale |
|  |              |              |              |              |   |   |        |        |        |        |
|  |              |              |              |              |   |   |        |        |        |        |
|  |              |              |              |              |   |   |        |        |        |        |
|  |              |              |              |              |   |   |        |        |        |        |
|  |              |              |              |              |   |   |        |        |        |        |
|  | Albany       | Albany       | 4            | 4            |   |   |        |        |        |        |
|  | Albany       | Albany       | 4            | 4            |   |   |        |        |        |        |
|  |              |              | Fredericton  | Fredericton  | 0 | 0 |        |        |        |        |
|  | Fredericton  | Fredericton  | Fredericton  | Fredericton  | 0 | 0 | 2      | 2      |        |        |
|  | Fredericton  | Fredericton  |              |              |   |   |        | 2      |        |        |
|  | Cornwall     | Cornwall     | 0            | 0            |   |   |        |        |        |        |
|  | Cornwall     | Cornwall     | 0            | 0            |   |   |        |        |        |        |

## Trophées

### Trophées collectifs
| Coupe Calder : Vainqueurs des séries                        | River Rats d'Albany   |
| Trophée Richard-F.-Canning : Vainqueurs de la division Nord | River Rats d'Albany   |
| Trophée Robert-W.-Clarke : Vainqueurs de la division Sud    | Aces de Cornwall      |
| Trophée F.-G.-« Teddy »-Oke : Champions de la division Nord | River Rats d'Albany   |
| Trophée John-D.-Chick : Champions de la division Sud        | Rangers de Binghamton |

### Trophées individuels
| Trophée Les-Cunningham : Meilleur joueur de la saison                                 | Steve Larouche (Senators de l'Île-du-Prince-Édouard) |
| Trophée John-B.-Sollenberger : Meilleur pointeur                                      | Peter White (Oilers du Cap-Breton)                   |
| Trophée Dudley-« Red »-Garrett : Meilleure recrue                                     | Jim Carey (Pirates de Portland)                      |
| Trophée Eddie-Shore : Meilleur défenseur de la saison                                 | Jeff Serowik (Bruins de Providence)                  |
| Trophée Aldege-« Baz »-Bastien : Meilleur gardien                                     | Jim Carey (Pirates de Portland)                      |
| Trophée Harry-« Hap »-Holmes : Gardien(s) de l'équipe ayant encaissé le moins de buts | Mike Dunham et Corey Schwab (River Rats d'Albany)    |
| Trophée Louis-A.-R.-Pieri : Meilleur entraîneur de la saison                          | Robbie Ftorek (River Rats d'Albany)                  |
| Trophée Fred-T.-Hunt : Joueur au meilleur esprit sportif'                             | Steve Larouche (Senators de l'Île-du-Prince-Édouard) |
| Trophée Jack-A.-Butterfield : Meilleur joueur des séries                              | Corey Schwab et Mike Dunham (River Rats d'Albany)    |